# Tanah Abang (Semendo Darat Laut)
Tanah Abang is een bestuurslaag in het regentschap Muara Enim van de provincie Zuid-Sumatra, Indonesië. Tanah Abang telt 1238 inwoners (volkstelling 2010).